# Matilde I di Borbone
Matilde di Borbone, anche Mathilde o  Mahaut (1165 circa – Montlaux, 18 giugno 1228), fu dama di Borbone col nome di Matilde I dal 1171 alla sua morte ed inoltre signora di Salins, dal 1183 circa al 1195 e signora di Dampierre, dal 1196 al 1216.

## Origine
Matilde, sia secondo la Histoire du Bourbonnais et des Bourbons qui l'ont possédé, Volume 1, che gli Etude sur la chronologie des sires de Bourbon, Xe-XIIIe siecles, era figlia dell'erede della Signoria di Borbone, Arcimbaldo di Borbone il Giovane e della moglie, Alice di Borgogna, che, secondo il Gaufredi Prioris Vosiensis, Pars Altera Chronici Lemovicensis XXI, era figlia del duca di Borgogna, Oddone II, e della moglie Maria di Blois, che, rimasta vedova, in seconde nozze, sposò Oddone di Déols.
Arcimbaldo di Borbone il Giovane, secondo la Histoire du Bourbonnais et des Bourbons qui l'ont possédé, Volume 1, era l'unico figlio maschio del Signore di Borbone, Arcimbaldo VII e della moglie, Agnese di Savoia, figlia di Umberto II, il sesto Conte di Savoia e Conte d'Aosta e Moriana e marchese d'Italia.

## Biografia
Matilde, ancora bambina, rimase orfana del padre, Arcimbaldo; il Chronicon Cluniacense riporta la morte di Arcimbaldo (Archimbaudus VII, filius sequentis Archimbaudi) nel 1169 (MCLXIX).
Suo nonno, Arcimbaldo VII morì nel 1171; anche il Chronicon Cluniacense riporta la morte di Arcimbaldo VII (Archimbaudus VI, filius Aymonis) nel 1171 (MCLXXI). Essendogli premorto il suo unico figlio maschio, Arcimbaldo, nella signoria, gli succedette la nipote, Matilde la figlia di Arcimbaldo, sotto tutela della madre, Alice di Borgogna, e della nonna, Agnese di Savoia, come riportano gli Etude sur la chronologie des sires de Bourbon, Xe-XIIIe siecles.
Matilde prima del 1183, sposò Gaucher IV di Mâcon, il signore di Salins.
Nel documento n° 4337 del Recueil des chartes de l'abbaye de Cluny. Tome 5, Gaucher si cita come signore di Borbone (Dominum Gaucherium de Borbonio, dominamque Matildem uxorem meam), Lo stesso documento si trova anche nelle Preiuves de l'Histoire généalogique des sires de Salins au comté de Bourgogne.
Matilde e Gaucher, che aveva preso parte alla terza crociata (1189-1191), non riuscirono ad aver un buon rapporto matrimoniale: Matilde non era irreprensibile, tanto da essere scomunicata dal vescovo di Bourges, mentre Gaucher maltrattava la moglie sino metterla in una cella, tanto che Matilde temette per la sua vita; nell'aprile 1195, da papa Celestino III, fu nominata una commissione di inchiesta per indagare la situazione matrimoniale di Matilde e Gaucher, come da documento n° 26 dei Titres de la maison ducale de Bourbon; il risultato dell'indagine, verso la fine del 1195, prendendo atto dell'avvenuta separazione, pronunciò una sentenza di divorzio, causa parentela (pour cause de parenté).
Matilde e Gaucher furono costretti a separarsi, causa consanguineità, da una Bolla pontificia di papa Celestino III.
Matilde, anche per proteggersi da l'ex marito, nel mese di giugno del 1196, sposò uno dei migliori generali del re di Francia (Filippo II Augusto), Guido II, signore di Dampierre; all'atto del matrimonio, Guido e Matilde (Guido de Donopetro tunc dominus de Borbonio et Mahaut uxor mea) confermarono i privilegi alla città di Souvigny che erano stati concessi dal padre e dai nonni (Archinbaudi de Borbonio et Agnetis uxoris sue et Archinbaudi eorundem filii), come da documento n° 27A, datato 1196, dei Titres de la maison ducale de Bourbon, tome premier.
Nel 1202, Filippo II Augusto, per la fedeltà di Guido II, concesse ai signori di Borbone il feudo di Montluçon.
Nel 1210, suo marito, Guido, ricevette dal re Filippo II l'incarico di fare guerra al Conte d'Alvernia, Guido II, che, in tre anni, riuscì a conquistare ed una parte fu annessa alla signoria di Borbone.
Suo marito, Guido, fu ancora attivo nella signoria di Borbone negli anni seguenti: infatti viene citato in sei documenti (59B, 59C, 59D, 59F, 60 e 61A) dei Titres de la maison ducale de Bourbon, tome premier, inerenti a rapporti col re Filippo II Augusto, la contessa di Champagne, Bianca ed i monaci di Souvigny.
Nel gennaio del 1216, Matilde rimase vedova e fu affiancata, nel governo della signoria dal figlio maschio primogenito, Arcimbaldo, che in due documenti (65A e 65B) dei Titres de la maison ducale de Bourbon, tome premier, datati febbraio 1216, viene citato come signore di Borbone (sire di Bourbon).
Matilde morì il 18 giugno 1228, a Montlaux.

## Figli
Al primo marito Gaucher IV di Mâcon, Matilde diede una sola figlia:
- Margherita di Salins († 1259), dal 1219 al 1239, signora di Salins, come risulta dal documento n° 50, datato 1220, del Cartulaire de Hugues de Chalon (1220-1319)[24], e che rinunciò all'eredità materna in cambio di 1300 marchi d'argento[25].

Al secondo marito, Guy II di Dampierre, Matilde diede cinque figli:
- Arcimbaldo[27] (1189-1242), Signore di Borbone[28];
- Guglielmo (1196-1231), signore di Dampierre[29];
- Guido († 1275), che fondò il convento di Champaigue, a Souvigny[29];
- Filippa o Matilde († 1223), sposatasi nel 1205 con Guigues d'Albon († 1241), conte di Forez[29];
- Maria, sposatasi verso il 1210 con Hervé de Vierzon e poi nel 1220 con Enrico I di Sully[29].

## Ascendenza
|                                    |                          |                                | Genitori                         |  |  | Nonni |  |  | Bisnonni                      |  |  | Trisnonni                         |  |
|                                    |                          |                                |                                  |  |  |       |  |  | Aimone II, signore di Borbone |  |  | Arcimbaldo IV, signore di Borbone |  |
|                                    |                          |                                |                                  |  |  |       |  |  | Aimone II, signore di Borbone |  |  | Arcimbaldo IV, signore di Borbone |  |
|                                    |                          | Beliarda                       |                                  |  |  |       |  |  | Aimone II, signore di Borbone |  |  |                                   |  |
| Arcimbaldo VII, signore di Borbone |                          |                                |                                  |  |  |       |  |  | Aimone II, signore di Borbone |  |  |                                   |  |
|                                    |                          | Lucia di Nevers                | Guglielmo II, conte di Nevers    |  |  |       |  |  |                               |  |  |                                   |  |
|                                    |                          | Lucia di Nevers                | Guglielmo II, conte di Nevers    |  |  |       |  |  |                               |  |  |                                   |  |
|                                    |                          | Lucia di Nevers                | …                                |  |  |       |  |  |                               |  |  |                                   |  |
| Arcimbaldo di Borbone              |                          | Lucia di Nevers                |                                  |  |  |       |  |  |                               |  |  |                                   |  |
|                                    |                          | Umberto II, conte di Savoia    | Amedeo II, conte di Savoia       |  |  |       |  |  |                               |  |  |                                   |  |
|                                    |                          | Umberto II, conte di Savoia    | Amedeo II, conte di Savoia       |  |  |       |  |  |                               |  |  |                                   |  |
|                                    |                          | Umberto II, conte di Savoia    | Giovanna di Ginevra              |  |  |       |  |  |                               |  |  |                                   |  |
| Agnese di Savoia                   |                          | Umberto II, conte di Savoia    |                                  |  |  |       |  |  |                               |  |  |                                   |  |
|                                    |                          | Gisella di Borgogna            | Guglielmo I, conte di Borgogna   |  |  |       |  |  |                               |  |  |                                   |  |
|                                    |                          | Gisella di Borgogna            | Guglielmo I, conte di Borgogna   |  |  |       |  |  |                               |  |  |                                   |  |
|                                    |                          | Gisella di Borgogna            | Stefania                         |  |  |       |  |  |                               |  |  |                                   |  |
| Matilde I, signora di Borbone      |                          | Gisella di Borgogna            |                                  |  |  |       |  |  |                               |  |  |                                   |  |
|                                    | Ugo II, duca di Borgogna | Oddone I, duca di Borgogna     |                                  |  |  |       |  |  |                               |  |  |                                   |  |
|                                    | Ugo II, duca di Borgogna | Oddone I, duca di Borgogna     |                                  |  |  |       |  |  |                               |  |  |                                   |  |
|                                    | Ugo II, duca di Borgogna | Matilde di Borgogna            |                                  |  |  |       |  |  |                               |  |  |                                   |  |
| Oddone II, duca di Borgogna        | Ugo II, duca di Borgogna |                                |                                  |  |  |       |  |  |                               |  |  |                                   |  |
|                                    |                          | Matilde di Mayenne             | Gualtiero IV, signore di Mayenne |  |  |       |  |  |                               |  |  |                                   |  |
|                                    |                          | Matilde di Mayenne             | Gualtiero IV, signore di Mayenne |  |  |       |  |  |                               |  |  |                                   |  |
|                                    |                          | Matilde di Mayenne             | Adelina di Beaugency             |  |  |       |  |  |                               |  |  |                                   |  |
| Alice di Borgogna                  |                          | Matilde di Mayenne             |                                  |  |  |       |  |  |                               |  |  |                                   |  |
|                                    |                          | Tebaldo II, conte di Champagne | Stefano II, conte di Blois       |  |  |       |  |  |                               |  |  |                                   |  |
|                                    |                          | Tebaldo II, conte di Champagne | Stefano II, conte di Blois       |  |  |       |  |  |                               |  |  |                                   |  |
|                                    |                          | Tebaldo II, conte di Champagne | Adele d'Inghilterra              |  |  |       |  |  |                               |  |  |                                   |  |
| Maria di Blois                     |                          | Tebaldo II, conte di Champagne |                                  |  |  |       |  |  |                               |  |  |                                   |  |
|                                    |                          | Matilde di Carinzia            | Enghelberto II, duca di Carinzia |  |  |       |  |  |                               |  |  |                                   |  |
|                                    |                          | Matilde di Carinzia            | Enghelberto II, duca di Carinzia |  |  |       |  |  |                               |  |  |                                   |  |
|                                    |                          | Matilde di Carinzia            | Uta di Passavia                  |  |  |       |  |  |                               |  |  |                                   |  |
|                                    |                          | Matilde di Carinzia            |                                  |  |  |       |  |  |                               |  |  |                                   |  |

### Fonti primarie
- (LA)  (FR)  Etude sur la chronologie des sires de Bourbon, Xe-XIIIe siecles.
- (LA)  (FR)  Titres de la maison ducale de Bourbon, tome premier
- (LA)  Fragments du cartulaire de La Chapelle-Aude
- (LA)  Recueil des historiens des Gaules et de la France. Tome 12
- (FR)  Cartulaire de Hugues de Chalon (1220-1319).
- (LA)  Recueil des historiens des Gaules et de la France. Tome 18
- (LA)  Recueil des chartes de l'abbaye de Cluny. Tome 5
- (LA)  Histoire généalogique des sires de Salins au comté de Bourgogne, tome I

### Letteratura storiografica
- (FR)  #ES Histoire du Bourbonnais et des Bourbons qui l'ont possédé, Volume 1.
- (FR)  Germain R. Les sires de Bourbon et le pouvoir : de la seigneurie à la principauté //  Actes des congrès de la Société des historiens médiévistes de l'enseignement supérieur public. № 23, 1992, pp. 195–210.